# هرفورد (ألمانيا)
هِرفُرد أو هربرد أو (نقحرة: هرفورد) (بالألمانية: Herford) هي بلدة ألمانية تقع في ألمانيا. يقدر عدد سكانها بـ 64,750 نسمة .

## المدن التوأمة
مدن فوارون، كفيدلينبورغ، Hinckley، فريديريكا، غورجوف ويلكوبولسكي و لوغان (يوتا) هي مدن توأمة لـهرفرد (ألمانيا).

## أعلام
- هاينرش فون هيرفورد
- ماريان جولد
- توماس هيلمر
- هينريتش فانك
- هانس كويست
- غونتر رافائيل